# Machete Cortez
Isador Cortez alias Machete je fiktivní postava z filmů Roberta Rodrigueze (Planeta Teror, Grindhouse: Auto zabiják, filmová série Spy Kids a trilogie Machete). Ve všech filmech ho ztvárnil Danny Trejo.

## Biografie
Isador se přidal k Mexické armádě, když mu bylo osmnáct. Brzy si získal přezdívku Machete, díky své manipulaci s mačetou. Poté byl členem mexických speciálních jednotek GAFE. Jako jediný z obránců přežil masakr na ostrově Val Verde. Pokrevní bratr Padre (Cheech Marin) se snažil Macheteho přesvědčit k čistému životu. Machete toto odmítl z lásky k ženě. V sedmdesátých letech byl barmanem dokud nebyl odsouzen za zločin který nespáchal, do San Quentinu. Díky svému bratrovi, tajnému agentovi Gregoriovi (Antonio Banderas) se z vězení dostal. V devadesátých letech pytlačil kdesi v Jižní Americe. Málem byl zabit anakondou. Dal se na dráhu prodejce špionážních pomůcek a stal se členem OSS. Cvičil děti Gregoria, Carmen (Alexa Vega) a Juniho (Daryl Sabara), ze kterých se pak stali světoznámí dětští agenti. Oženil se a žil šťastně jako agent FBI. Rozkryl kartel překupníků léků. Jeho ženu a děti zabil proradný Rogelio Torez (Steven Seagal). Machete se odstěhoval do Austinu za Padrem. Zapletl se s texaskou vládou (viz Machete). Vyšel jako vítěz z války mezi Mexikem a USA.